# 2686 Linda Susan
2686 Linda Susan este un asteroid din centura principală, descoperit pe 5 mai 1981 de Carolyn Shoemaker.